# 东旧格拉德
东旧格拉德（塞尔维亚语：／，直译：东旧城），是波斯尼亚和黑塞哥维那实体之一塞族共和國東薩拉熱窩市的六个市镇之一。市镇面积为69.84平方公里，2013年人口数量为1,131人。
该市镇又名塞族旧格拉德（Српски Стари Град），是从战前的旧格拉德市镇析出而设立的（剩余部分的旧格拉德属于另一实体波黑联邦）。

## 人口
|      | 2013年         |
| 总计 | 1,131 (100,0%) |
| 塞族 | 1,071 (94,69%) |
| 波族 | 43 (3,802%)    |
| 其他 | 10 (0,884%)    |
| 克族 | 7 (0,619%)     |

## 图集

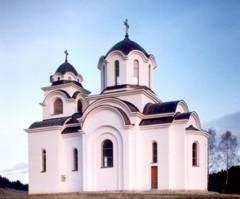
东正教堂
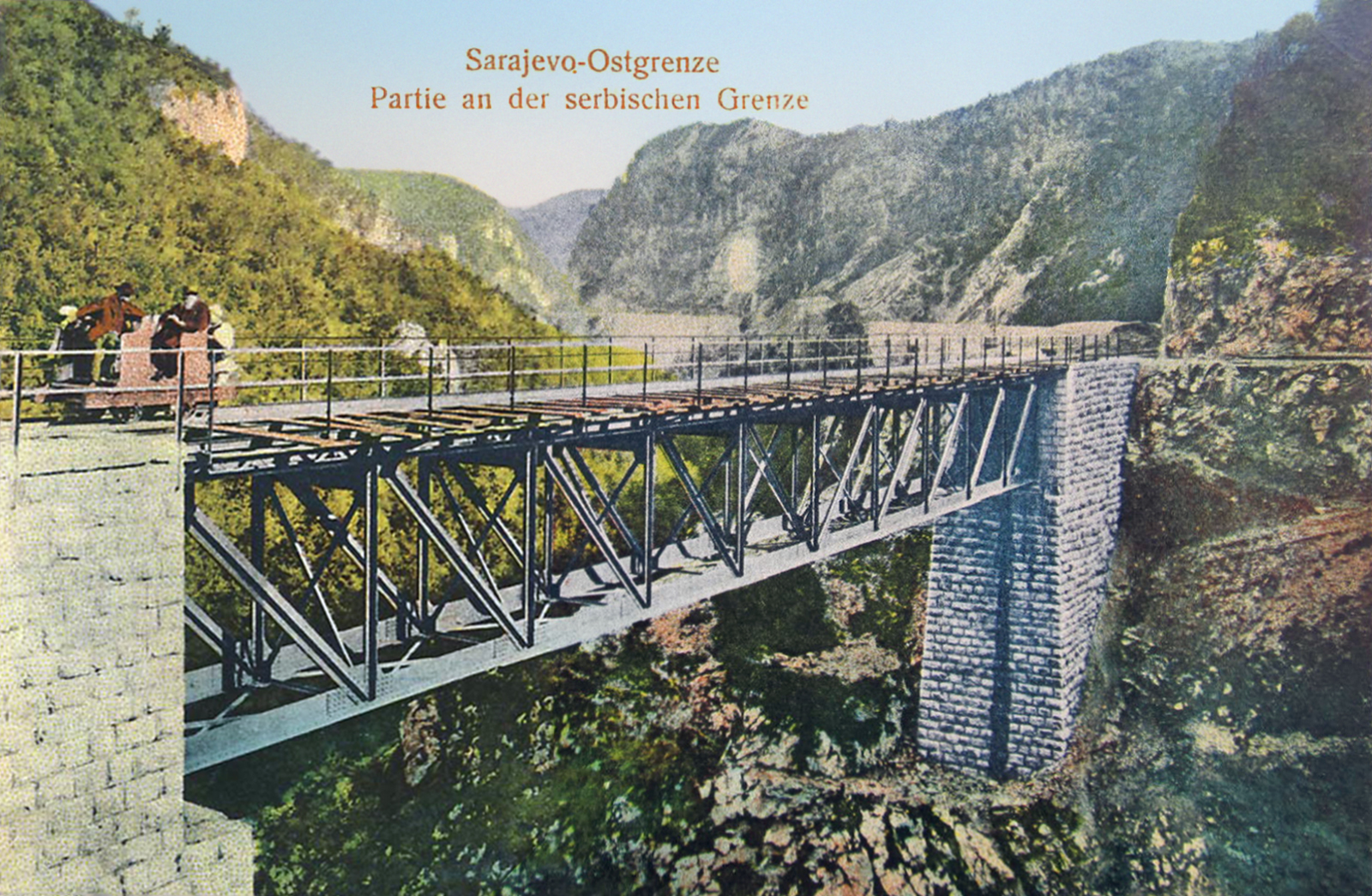
奥匈帝国时期所建的桥梁
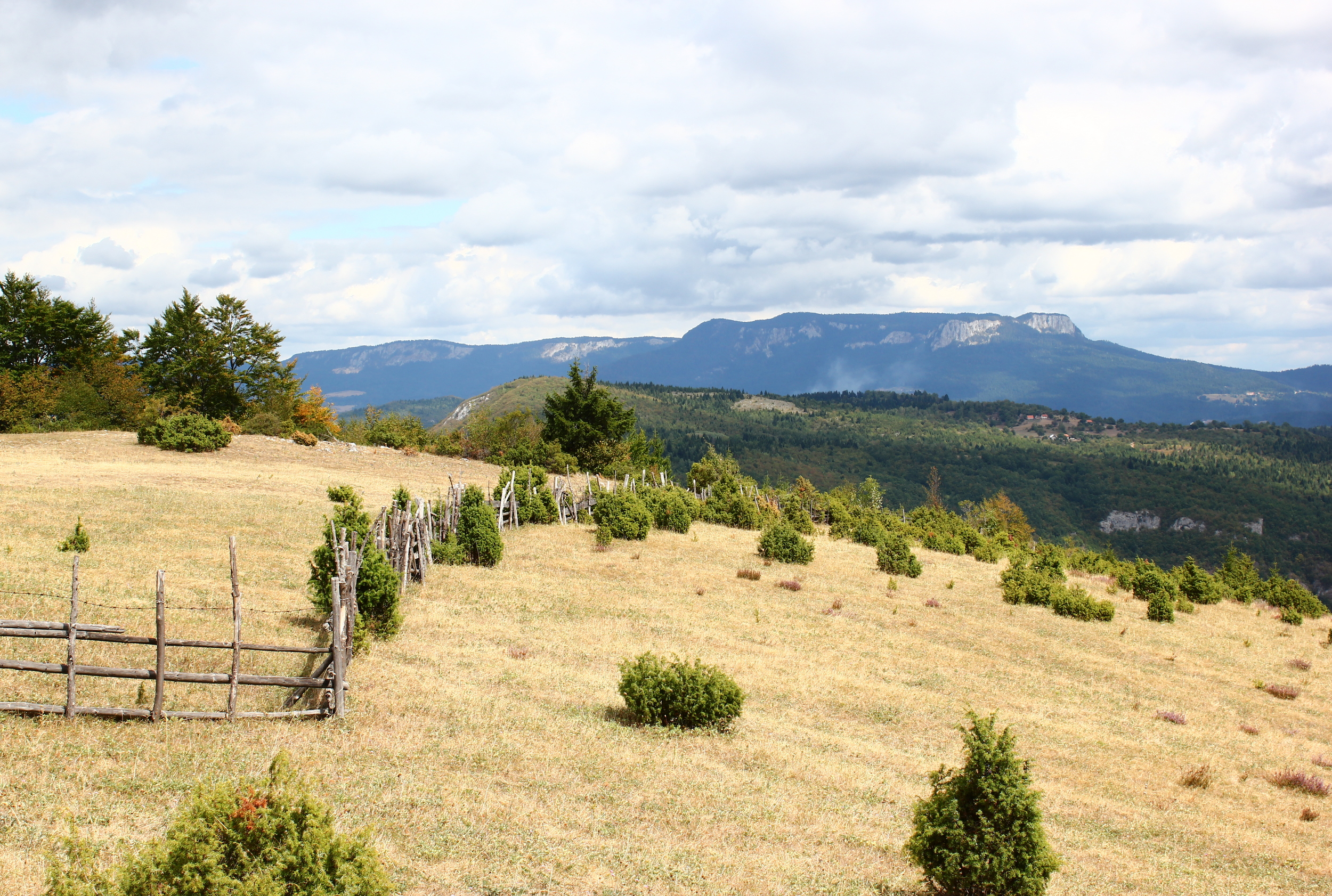
市镇内风景